# Cromoscope
Cromoscope war ein 1964 eingeführtes Filmproduktionsformat für 35-mm-Breitwandfilme. Es war der Markenname für von anderen Kopierwerken verarbeiteten Techniscope-Aufnahmen.

## Hintergrund
Die italienische Abteilung von Technicolor konnte mit der Zeit die immer größer werdende Anzahl an herzustellenden Vorführkopien für Techniscope nicht mehr bewältigen. Man vergab Lizenzen zur Verarbeitung und gab damit anderen Labors die Möglichkeit, das Verfahren einzusetzen. Der Name Cromoscope wurde für diese Filmkopien verwendet.
Cromoscope entsprach dem Techniscope. Das mit einer sphärischen Linse aufgenommene Bild war nur zwei Perforationslöcher hoch und wurde in der Kopierwerkstatt gestaucht auf normalen vier Perforationslöcher hohen 35-mm-Film kopiert. Mit einem Anamorphot wurde im Kinosaal das anamorphotische Bild entzerrt und eine Vorführung im 2,35:1-Seitenverhältnis ermöglicht.
Der Einsatz beschränkte sich auf italienische Filmproduktionen, viele davon Italowestern und meist billig hergestellt.

## Filme in Cromoscope
- 1964: Maciste e la regina di Samar
- 1964: Der stärkste Mann der Welt (Il trionfo di Ercole)
- 1964: Liebe in Verona (Giulietta e Romeo)
- 1965: Die Todesminen von Canyon City (¡Que viva Carrancho!)
- 1965: Pistoleros (All'ombra di una colt)
- 1966: La sorella di Satana
- 1966: L'affare Beckett
- 1966: Per il gusto di uccidere
- 1966: Django – Sein Gesangbuch war der Colt (Le colt cantarono la morte e fu… tempo di massacro)
- 1966: Irren ist tödlich (Per qualche dollaro in meno)
- 1966: Das rote Phantom schlägt zu (Superargo contro Diabolikus)
- 1966: Töte, Ringo, töte (Uno sceriffo tutto d'oro)
- 1967: Goldraub in London (L'oro di Londra)
- 1967: Warteliste zur Hölle (Anónima de asesinos)
- 1967: Der Unsichtbare schlägt zu (Flashman)
- 1967: Der Sohn des Django (Il figlio di Django)
- 1967: Der doppelte Coup des Chamäleons (Colpo doppio del camaleonte d'oro)
- 1967: Der Tod zählt keine Dollar (La morte non conta i dollari)
- 1967: Ric e Gian alla conquista del West
- 1967: Chamaco (Killer Kid)
- 1967: Tödlicher Ritt nach Sacramento (Con lui cavalca la morte)
- 1967: Hipnos follia di massacro
- 1967: John il bastardo
- 1967: Django der Bastard (Per 100,000 dollari ti ammazzo)
- 1967: Stoßgebet für drei Kanonen (Professionisti per un massacro)
- 1967: Die schmutzigen Dreizehn (Quindici forche per un assassino)
- 1968: I due crociati
- 1968: Scacco internazionale
- 1968: L'invincibile Superman
- 1968: Sieben Jungfrauen für den Teufel (Nude… si muore)
- 1968: Der schöne Körper der Deborah (Il dolce corpo di Deborah)
- 1968: Franco, Ciccio e le vedove allegre
- 1968: Bleigericht (Dio li crea... Io li ammazzo!)
- 1968: Amigos (...e per tetto un cielo di stelle)
- 1968: Den Geiern zum Fraß (All'ultimo sangue)
- 1968: Django - Den Colt an der Kehle (Chiedi perdono a Dio… non a me)
- 1968: Testa di sbarco per otto implacabili
- 1968: Django, wo steht Dein Sarg? (T'ammazzo!… Raccomandati a Dio)
- 1968: Django - Melodie in Blei (Uno di più all'inferno)
- 1968: Lauf um dein Leben (Corri uomo corri)
- 1968: Lukrezia Borgia - Die Tochter des Papstes (Lucrezia Borgia, l'amante del diavolo)
- 1968: Himmelfahrtskommando El Alamein (Commandos)
- 1968: Tre croci per non morire
- 1969: Todeskommando Panthersprung (5 per l'inferno)
- 1969: Königstiger vor El Alamein (La battaglia di El Alamein)
- 1969: Django und Sartana - Die tödlichen Zwei (Una lunga fila di croci)
- 1969: Schreie in der Nacht
- 1969: Tarzán en la gruta del oro
- 1969: Quintana - Er kämpft um Gerechtigkeit (Quintana)
- 1969: Django - Gott vergib seinem Colt (Dio perdoni la mia pistola)
- 1969: Die Leoparden kommen (Il dito nella piaga)
- 1969: Die nackte Bovary
- 1969: Così dolce... così perversa
- 1969: Komm, süßer Tod
- 1969: Sartana - Töten war sein täglich Brot (Sono Sartana, il vostro becchino)
- 1969: Um sie war der Hauch des Todes (Los desesperados)
- 1969: La taglia è tua… l’uomo l’ammazzo io
- 1970: Das Geheimnis der schwarzen Handschuhe (L'uccello dalle piume di cristallo)
- 1970: Formel 1 - In der Hölle des Grand Prix (Formula 1 - Nell'Inferno del Grand Prix)
- 1970: America così nuda, così violenta
- 1970: Il debito coniugale
- 1971: I segreti della città più nude del mondo
- 1971: Der Killer von Wien (Lo strano vizio della Signora Wardh)
- 1971: Die neunschwänzige Katze (Il gatto a nove code)
- 1971: Der Schwanz des Skorpions (La coda dello scorpione)
- 1971: Der Galgen wartet schon, Amigo! (Il venditore di morte)
- 1971: Ein Halleluja für Camposanto (Gli fumavano le Colt… lo chiamavano Camposanto)
- 1971: La morte cammina con i tacchi alti
- 1972: Rache in El Paso (I senza Dio )
- 1972: Alla ricerca del piacere
- 1972: Die rote Dame (La dama rossa uccide sette volte)